# Filoxeno (pai de Siriano)
Filoxeno (em latim: Philoxenus) foi um bizantino do final do século IV ou começo do século V. Originário de Alexandria, no Egito, é melhor conhecido como pai do filósofo neoplatônico e escolarca Siriano .